# Руб'яна
Руб'яна (італ. Rubiana, п'єм. Rubian-a) — муніципалітет в Італії, у регіоні П'ємонт,  метрополійне місто Турин.
Руб'яна розташований на відстані близько 550 км на північний захід від Рима, 26 км на захід від Турина.
Населення — 2449 осіб (2014).

## Демографія
Населення за роками:

Станом на 1 січня 2023 року в муніципалітеті офіційно проживало 176 іноземців з 28 країн, серед них 114 громадян країн Євросоюзу.

## Сусідні муніципалітети
- Альмезе
- Капріє
- Кондове
- Валь-делла-Торре
- Віллар-Дора
- Віу